# Negativna nožiščna krivulja
Negativna nožiščna krivulja (tudi kontrapedala ali ortokavstika) je krivulja za katero je dana krivulja nožiščna krivulja.
Za dano ravninsko krivuljo in fiksno točko P, ki jo imenujemo nožiščna točka, je negativna nožiščna krivulja ovojnica premic XP za katere X leži na dani krivulji.
Negativna nožiščna krivulja nožiščne krivulje z isto točko nožišča je prvotna krivulja.

## Parametrična oblika negativne nožiščne krivulje
Če je krivulja dana parametrično, potem je njena negativna nožiščna krivulja z nožiščno točko (0, 0) definirana z
{\displaystyle X[x,y]={\frac {(x'^{2}-y'^{2})y'+2xyx'}{xy'-yx'}}}

{\displaystyle Y[x,y]={\frac {(x'^{2}-y'^{2})x'+2xyy'}{xy'-yx'}}}.